# Skiren (Kvillinge socken, Östergötland)
Skiren är en sjö i Norrköpings kommun i Östergötland och ingår i Kilaån-Motala ströms kustområde. Sjön är 47 meter djup, har en yta på 0,174 kvadratkilometer och befinner sig 84,1 meter över havet. Vid provfiske har bland annat abborre, gädda, lake och nors fångats i sjön.

## Delavrinningsområde
Skiren ingår i det delavrinningsområde (650590-152505) som SMHI kallar för Utloppet av Skiren. Medelhöjden är 93 meter över havet och ytan är 0,63 kvadratkilometer. Det finns inga avrinningsområden uppströms utan avrinningsområdet är högsta punkten. Avrinningsområdets utflöde mynnar i havet. Avrinningsområdet består mestadels av skog (73 procent). Avrinningsområdet har 0,17 kvadratkilometer vattenytor vilket ger det en sjöprocent på 27,6 procent.
Skiren ägs av familjen Trozelli.

## Fisk
Vid provfiske har följande fisk fångats i sjön:
- Abborre
- Gädda
- Lake
- Nors
- Röding